# Rogeria leptonana
Rogeria leptonana (лат.) — вид муравьёв рода Rogeria из подсемейства мирмицины (Myrmicinae, Solenopsidini). Неотропика.

## Распространение
Встречаются в Центральной Америке, в том числе: Мексика, Коста-Рика, Панама.

## Описание
Мелкие земляные муравьи желтовато-коричневого цвета. Длина тела рабочих от 2,1 до 2,5 мм, самки и самцы около 3 мм. Отличается от близких видов следующими признаками: грудь узкая, проподеальные шипики короткие (иногда отсутствуют), пронотальный диск морщинистый. Рабочие мономорфные. Заднегрудка с острыми проподеальными шипиками. Усики длинные, у самок и рабочих 12-члениковые, булава 3-члениковая (апикальный членик длинный, равен по длине двум предшествующим сегментам булавы). Жвалы рабочих с 4—5 зубцами. Нижнечелюстные щупики 3-члениковые, нижнегубные щупики состоят из 2 сегментов. Усиковые бороздки отсутствуют. Клипеус двукилевидный. Глаза мелкие (около 10 фасеток), расположены в переднебоковой части головы. Голова шире в задней части; затылочные края округлые. Грудь сверху ровная, без швов. Антеровентральные края пронотума угловатые или с зубчиками. Метанотальная бороздка отсутствует. Голени средних и задних ног без апикальных шпор. Стебелёк между грудкой и брюшком состоит из двух сегментов (петиоль + постпетиоль). Петиоль с развитым стебельком и узелком. Куколки голые (без кокона). Жало развито.

## Биология
Биология этих редких и скрытных муравьёв остаётся малоисследованной, имеются лишь отрывочные сведение об экологических особенностях мест обитания. Rogeria leptonana встречаются на высотах до 2000 м в горах Мексики. Муравьи были собраны из подстилочного слоя в низинном влажном дождевом тропическом лесу, а также под камнями на пастбище.

## Классификация и этимология
Вид был впервые описан в 1994 году американским мирмекологом Charles Kugler (Radford University, Радфорд, Виргиния, США). Включён в состав видовой группы creightoni species group. Этот вид назван по признаку узкой груди и мелким размерам, leptos (греч. — узкий, стройный) + nanus (лат. — карлик).